# Stanislav Lipovšek
Stanislav Lipovšek (Jankova, 10 luglio 1943) è un vescovo cattolico sloveno, dal 18 settembre 2018 vescovo emerito di Celje.

## Biografia
Stanislav Lipovšek è nato a Jankova, nel comune di Vojnik, il 10 luglio 1943.

### Formazione e ministero sacerdotale
Nel 1962 è entrato nel seminario maggiore di Lubiana per gli studi di filosofia e teologia.
Il 29 giugno 1968 è stato ordinato presbitero per la diocesi di Maribor. In seguito è stato vicario parrocchiale della parrocchia di San Daniele a Celje dal 1968 al 1972. Nel 1972 il vescovo Maksimiljan Držečnik lo ha inviato a Roma per studi. Ha preso residenza nel Pontificio Collegio Teutonico. Nel 1976 ha conseguito il dottorato in liturgia presso il Pontificio ateneo Sant'Anselmo.
Tornato in patria è stato nominato amministratore parrocchiale della parrocchia della Beata Vergine Maria a Brezje-Maribor. Ha ricoperto questo incarico fino al 1981. Nel 1978 è diventato professore assistente e nel 1980 professore di liturgia presso il seminario di Maribor. Dal 1994 al 1998 è stato professore part-time presso la stessa istituzione. Ha anche tenuto conferenze presso la scuola d'organo diocesana di Maribor. Ha frequentato corsi liturgici e di altro tipo e con la sua competenza ed esperienza pratica, ha co-progettato la pubblicazione di nuovi libri liturgici e istruito collaboratori liturgici.
Dal 1981 al 1982 è stato anche direttore spirituale del seminario teologico di Maribor. Ha fatto conoscere ai seminaristi gli accenti spirituali della vita presbiterale e li ha incoraggiati a vivere e adorare il Signore attivamente.
Nel 1982 è stato nominato canonico della cattedrale di San Giovanni Battista a Maribor e vicario parrocchiale della stessa. Nel 1984 è stato nominato parroco della cattedrale. L'anno successivo è diventato anche delegato del vescovo per l'amministrazione della cresima e membro del collegio dei consultori. È stato anche segretario del comitato diocesano per la preparazione della visite del papa svoltesi nel 1996 e nel 1999. Nell'ambito della seconda è stato beatificato monsignor Anton Martin Slomšek. Nel 1999 è divenuto canonico penitenziere della cattedrale, membro della commissione arcidiocesana per le arti ecclesiastiche e capo della commissione arcidiocesana per la liturgia e la musica sacra. Nel 2001 ha ricevuto il titolo onorifico di monsignore e nel 2004 ha assunto la carica di arcidiacono dell'arcidiaconato di Maribor.
Da ardente operatore pastorale, ha organizzato tre giorni di missione popolare nel 1989, nel 1999 e nel 2009 e altri eventi liturgico-pastorali ogni dieci anni per il rinnovamento spirituale della parrocchia. Credendo che le processioni siano una pubblica confessione di fede, ha introdotto una processione pasquale a Piazza Slomšek a Maribor, una processione per la messa di mezzanotte a Natale, una processione quaresimale per le strade di Maribor fino a Kalvarija e nel 2009 una processione del Santissimo Sacramento per le strade della città. Nello spirito della costituzione del Concilio Vaticano II sulla liturgia Sacrosanctum Concilium, che afferma che "il fine della musica sacra [...] è la gloria di Dio e la santificazione dei fedeli" (SC 112), dal suo ritorno da Roma si è occupato di educazione alla musica d'organo, ha preparato un corso per organisti e ha contribuito all'istituzione della Scuola diocesana di organo a Maribor.
Il suo lavoro pastorale è stato caratterizzato da una grande apertura a chi la pensa diversamente, soprattutto in campo ecumenico per il riavvicinamento con i cristiani ortodossi ed evangelici. La sua apertura alla cultura e alla società si è riflettuta nell'organizzazione del Forum Pastorale del 2009 "Per la benedizione della città".
Monsignor Lipovšek è stato anche postulatore della causa di beatificazione della serva di Dio Cvetana Priol (1922–1973), laica e docente presso la Scuola superiore di musica di Maribor. Ha pubblicato diversi opuscoli e libretti con una biografia e una preghiera per la sua beatificazione.

### Ministero episcopale
Il 15 marzo 2010 papa Benedetto XVI lo ha nominato vescovo di Celje. Ha ricevuto l'ordinazione episcopale il 24 aprile successivo nella cattedrale di San Daniele a Celje dall'arcivescovo Santos Abril y Castelló, nunzio apostolico in Slovenia e Macedonia, co-consacranti l'arcivescovo metropolita di Lubiana Anton Stres e quello di Maribor Franc Kramberger. Durante la stessa celebrazione ha preso possesso della diocesi.
Dal 31 luglio 2013 al 14 marzo 2015 è stato anche amministratore apostolico di Maribor.
Nel marzo del 2018 ha compiuto la visita ad limina.
In seno alla Conferenza episcopale slovena è stato vicepresidente dall'agosto del 2013 al 13 marzo 2017, responsabile del consiglio ecumenico sloveno e presidente della commissione per la liturgia.
Il 18 settembre 2018 papa Francesco ha accettato la sua rinuncia al governo pastorale della diocesi per raggiunti limiti di età.

## Genealogia episcopale
La genealogia episcopale è:
- Cardinale Scipione Rebiba
- Cardinale Giulio Antonio Santori
- Cardinale Girolamo Bernerio, O.P.
- Arcivescovo Galeazzo Sanvitale
- Cardinale Ludovico Ludovisi
- Cardinale Luigi Caetani
- Cardinale Ulderico Carpegna
- Cardinale Paluzzo Paluzzi Altieri degli Albertoni
- Papa Benedetto XIII
- Papa Benedetto XIV
- Papa Clemente XIII
- Cardinale Marcantonio Colonna
- Cardinale Giacinto Sigismondo Gerdil, B.
- Cardinale Giulio Maria della Somaglia
- Cardinale Carlo Odescalchi, S.I.
- Cardinale Costantino Patrizi Naro
- Cardinale Lucido Maria Parocchi
- Papa Pio X
- Papa Benedetto XV
- Papa Pio XII
- Cardinale Eugène Tisserant
- Papa Paolo VI
- Cardinale Agostino Casaroli
- Cardinale Santos Abril y Castelló
- Vescovo Stanislav Lipovšek